# 219 Туснелда
219 Туснелда (Thusnelda) е астероид от астероидния главен пояс.
Открит е на 30 септември 1880 г. от австрийския астроном Йохан Палиса във Военноморската обсерватория в Пола. Наименуван е на Туснелда, съпругата на германския воин и княз Арминий.
Туснелда се движи с 1,8269 (Перихелий) до 2,8816 (Афелий) астрономически единици за 3,6122 години около Слънцето.
Диаметърът му е 41 километра. Има относително светла повърхност с Албедо от 0,201. За 29 часа и 51 минути се завърта около собствената си ос.